# 夕刊 (AV監督)
夕刊（ゆうかん）は日本のAV監督、演出家、脚本家。生年月日不詳ながら、2024年9月時点で30歳であることは公にしている。

## 略歴
2017年にSODクリエイト入社。監督名は出会って5秒で先輩であるANZO監督（マジックミラー号シリーズなど担当）により名付けられ、本名が森田であることからモリタ→タモリ→夕刊となった。監督として企画の通らない時期が続き、大スケベ監督になるという入社時の勢いはトーンダウン。生みの苦しみを味わうも、後述の『アラサー喪女ニート』シリーズのヒットにより開花する。

### アナル監督として
企画の通らなかった2021年、SODにアナル専門の監督がいないことからアナル知識ゼロながら専門監督を志し、「女優のクセがスゴい!!」レーベルにて、「腸汁ダクダク気張りイキシリーズ」を立ち上げ2021年6月に発売する。
SNS上にいるアナルマニアから知見を学び、高級感、官能的が当たり前であったアナル作品の真逆をいく「カジュアル＆ラフ」をテーマに撮影に臨んだ。起用した女優は加賀美さらで、彼女にとっても初アナル作品となった。本作はマニアに刺さっただけではなく、新たなアナルファンの再構築もできたとされる。野心溢れていた夕刊は本作品に「AtoM（アナルに入ったチンコをマウスウォッシュ）」「大量の牛乳浣腸」など派手な演出も取り入れ、主演女優の加賀美も受け入れたものの、構想だけでアナル洗浄などの下準備もわからず、拡張の知識もゼロであったため、経験豊富なピエール剣を男優及びスタッフ起用し、安定、全然な撮影状態で臨めたという。本作の成功により、こんな内容のアナル作品を私で撮ってほしいという長文の「アナルAV台本」を女優からもらうまでになった。なお、加賀美さらのラストアナル作品も夕刊が監督した。

### 『アラサー喪女ニート』シリーズのヒット
弟と姉の近親相姦を描いた『アラサー喪女ニート』シリーズは　2021年7月に古川いおりを主演としたVR作品として初めて製作され、企画・脚本・監督を担当した。2022年に星あめり主演のVR作品として第2弾を監督。2023年には天宮花南主演のDVD作品として監督。天宮主演作は同年上半期に最も売れた作品として『週刊プレイボーイ』誌上で特集が組まれた。ギャップを狙った作品だが、女性からの反響も多い作品だったという。天宮主演のシリーズ作はシリーズ3作、VR1作がリリースされた。「久しぶりに実家に帰省すると姉が変わらずにニート暮らしをしていた、そしてその無防備な衣服からチラ見えする胸などに興奮してしまう」という内容だが、作品ヒットによりアダルト業界全体で「喪女（モテない女子）」をテーマにした模倣作品が制作された。「喪女」ジャンルが流行したことはうれしかったものの、監督の性的興奮どころは当作品には含まれておらず、企画が通らなかったことから原点に返り、自分の体験を忠実に描くことならできると「2歳上の兄が引きこもりニート」という実体験を女体化し、企画が通ったものとなっている。シリーズを通して遊ぶゲームにゲームボーイアドバンスを用いるなど細部にこだわりを見せている。
2024年9月からは東京スポーツで月1コラムの連載を開始。「夕刊紙で夕刊がコラムを執筆する」ということが実現した

## 執筆
- 東京スポーツ「エロ事師たちの月例報告」（2024年9月10日 - 、東京スポーツ新聞社）月1連載